# Don Juan
Huyền thoại Don Juan (phiên âm tiếng Tây Ban Nha như "Đôn Hoan", các tài liệu thường phiên âm là Đông Gioăng) bắt nguồn từ một câu chuyện có thật: một thanh niên Tây Ban Nha quyến rũ một cô gái trong tu viện sau đó ruồng bỏ cô ta. Và theo truyền thuyết đó thì nên viết Dom Juan thay vì Don Juan.
Trong tiếng Việt Don Juan được dùng như Sở Khanh, nhưng với ý nghĩa ít tiêu cực hơn.

## Tác phẩm về kẻ quyến rũ
Vào thế kỷ 16 và 17, Tirso de Molina, một nhà soạn kịch Tây Ban Nha viết vở El burlador de Sevila y el cambido de pierra. Trải qua nhiều thay đổi, xuất hiện dưới dạng hài kịch ứng tác, Don Juan được Molière viết lại vào năm 1665. Tiếp đến Don Juan được Mozart viết trong vở opera Don Giovanni và Baudelaire viết trong thơ của mình. Rồi Mérimée, Byron, Dumas cùng rất nhiều tác giả, nhà soạn nhạc và nhà làm phim lấy cảm hứng từ nhân vật gian dối này, kẻ dám thách thức những quy tắc đạo đức và xã hội.

## Don Juan trong văn học

### Molière
Năm 1665, Molière viết vở kịch rất nổi tiếng Dom Juan kể lại câu chuyện về anh chàng hào hoa. Dom Juan kết hôn với Done Elvire rồi ruồng bỏ cô ta trốn đi với tên hầu Sganarelle (đóng bởi Molière trong những buổi diễn của ông). Trong cảnh 1 hồi 1, Sganarelle nói chuyện với Gusman, tên hầu của Done Elvire và tiết lộ con người thật của Don Juan, kẻ sau đó tiếp tục kết hôn nhiều lần rồi bỏ rơi những cô gái bị hắn ta chinh phục.

### Các nhà văn khác
- 1677: Le Festin de Pierre, của Thomas Corneille
- 1730: Don Juan, của Carlo Goldoni
- 1821: Don Juan, của Lord Byron
- 1831: Don Juan de Marana, của Alexandre Dumas
- 1844: Don Juan, kịch của Nikolaus Lenau
- 1903: Man and Superman, của George Bernard Shaw
- 1991: La Nuit de Valognes, của Eric-Emmanuel Schmitt

## Don Juan trong âm nhạc
- 1787: Wolfgang Amadeus Mozart viết vởi opera Don Giovanni
- 1841: Franz Liszt sáng tác Réminiscences de Don Juan dựa trên đề tài vở opéra của Mozart.
- 1889: Richard Strauss viết giao hưởng thơ Don Juan, lấy cảm hứng từ bài thơ của Lenau.
- 2013: Lương Bằng Quang tác giả vở nhạc kịch "Tên Sở Khanh" với hình tượng lấy từ Don Juan trên sân khấu Paris By Night 109 Bằng Kiều cùng với Minh Tuyết và Kỳ Phương Uyên.

## Don Juan với điện ảnh

Johnny Depp, người đóng vai Don Juan trong Don Juan DeMarco

- 1948: Những cuộc phiêu lưu của Don Juan, phim Mỹ của Vincent Sherman với Errol Flynn trong vai Don Juan.
- 1956: Don Juan, phim Pháp của Julien Duvivier với Fernandel trong vai Sganarelle.
- 1995: Don Juan DeMarco, phim của Jeremy Leven với Johnny Depp trong vai Don Juan và sự tham gia của Marlon Brando
- 1998: Don Juan, phim của Jacques Weber từ kịch bản của Molière.
- 2013: Don Jon, phim được đạo diễn bởi Joseph Gordon-Levitt và anh cũng là nhân vật chính.

Cùng rất nhiều phim khác. Theo thống kê của Internet Movie Database có khoảng gần 100 bộ phim về đề tài này.